# K čёrtu ljubov'
K čёrtu ljubov' (in russo К чёрту любовь?) è un singolo della cantante ucraina Loboda, pubblicato il 14 gennaio 2016 come secondo estratto dal terzo album in studio H2LO.

## Video musicale
Il video musicale, reso disponibile il 20 febbraio 2016, è stato diretto da Natella Krapivina.

## Tracce
Testi e musiche di Oleg Vladi.
Download digitale
1. K čёrtu ljubov' – 3:33

## Classifiche

### Classifiche settimanali
| Classifica (2016) | Posizione massima |
| ----------------- | ----------------- |
| Russia            | 9                 |
| Ucraina           | 1                 |

### Classifiche di fine anno
| Classifica (2016) | Posizione |
| ----------------- | --------- |
| Russia            | 24        |
| Ucraina           | 1         |
| Classifica (2017) | Posizione |
| Russia            | 147       |
| Ucraina           | 54        |